# Androsace umbellata
Androsace umbellata är en viveväxtart som först beskrevs av João de Loureiro, och fick sitt nu gällande namn av Elmer Drew Merrill. Androsace umbellata ingår i släktet grusvivor, och familjen viveväxter. Inga underarter finns listade i Catalogue of Life.

## Bildgalleri

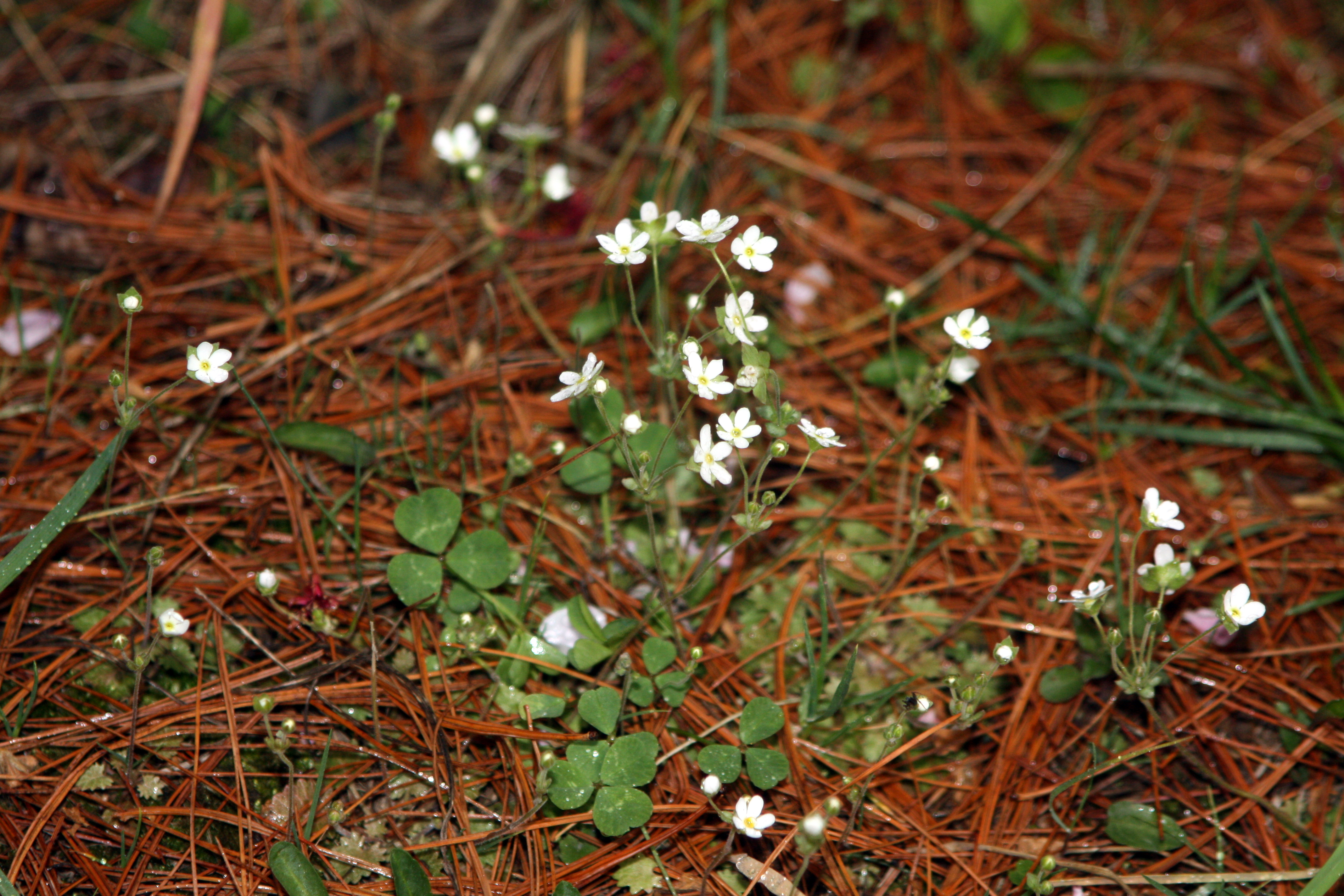
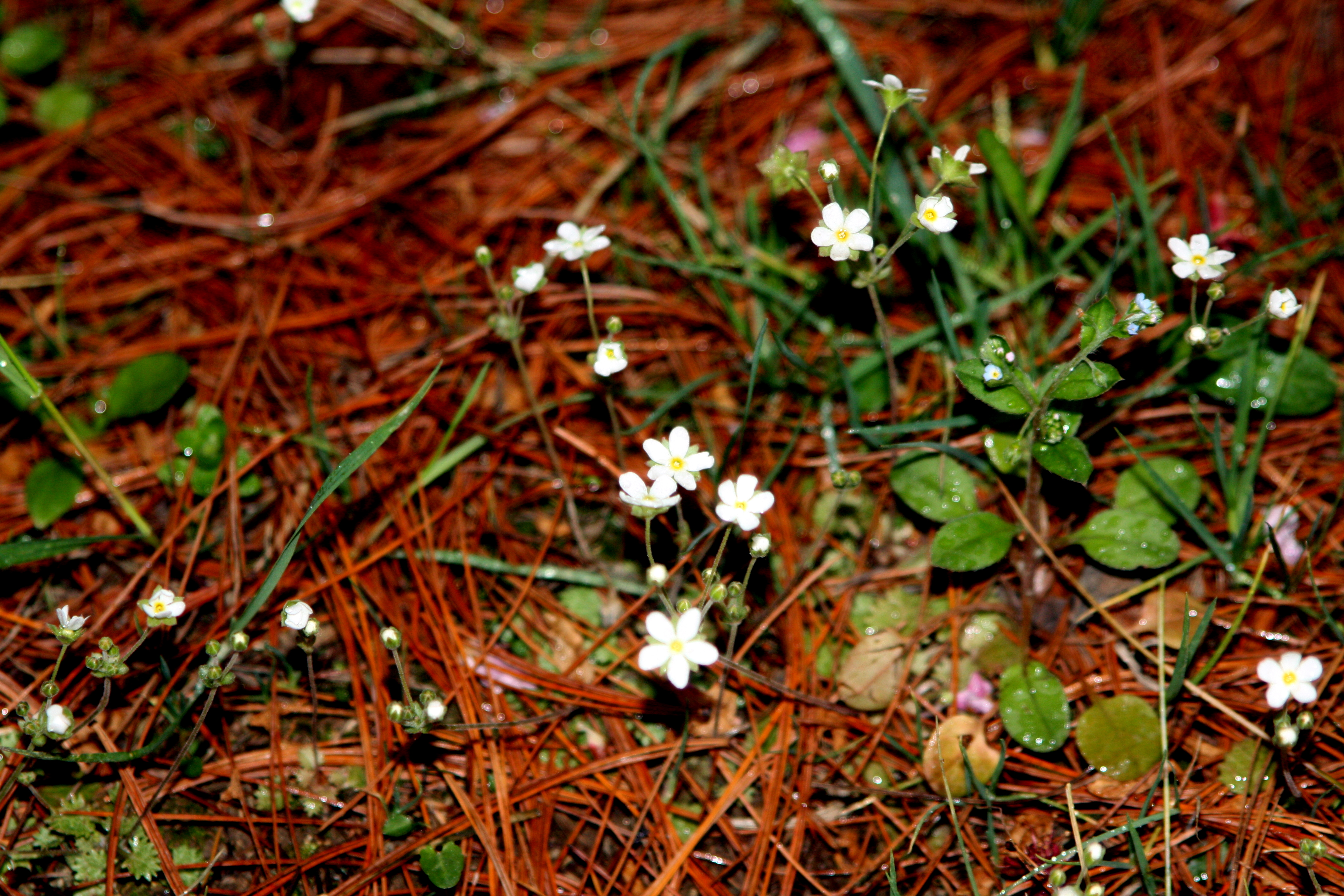
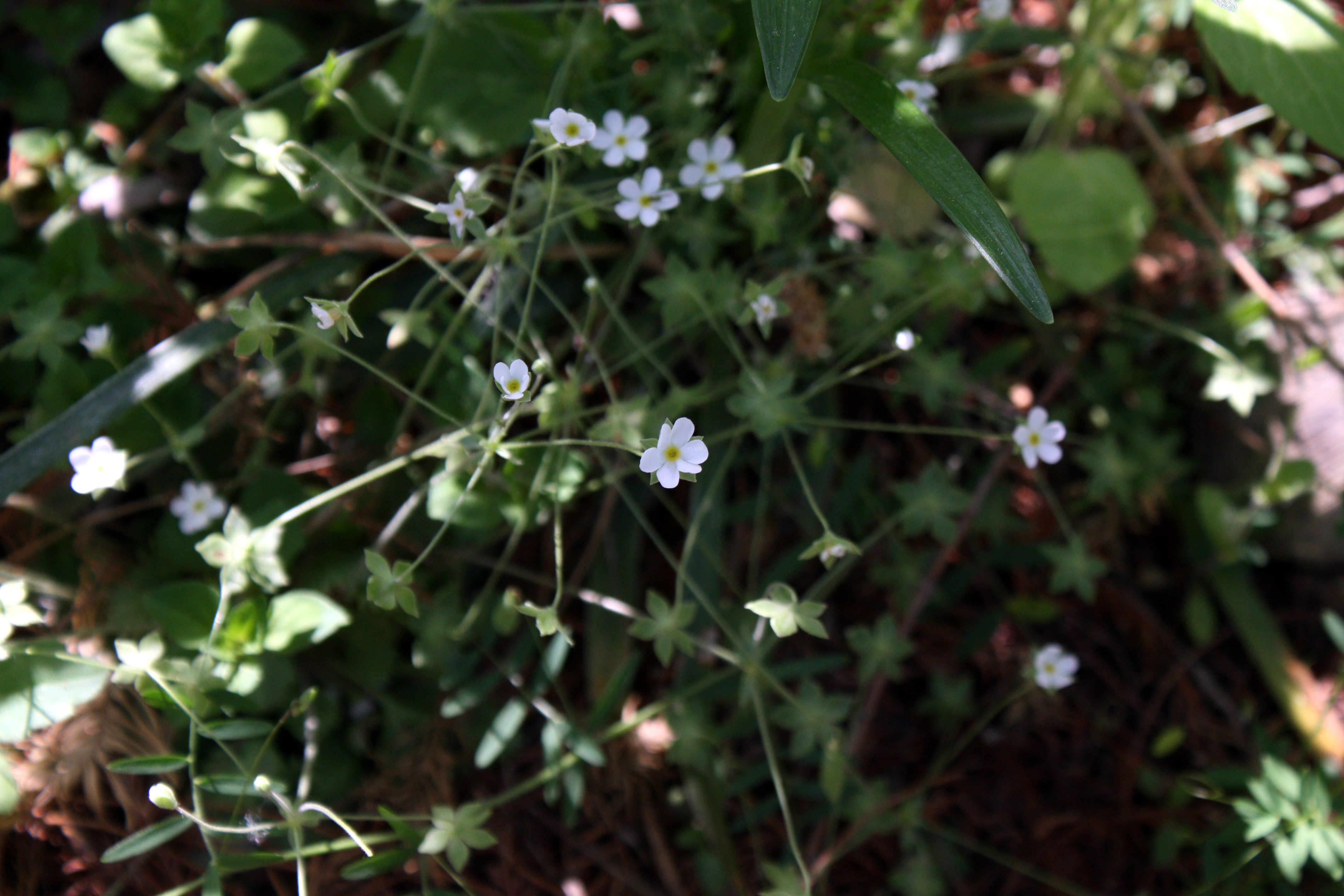
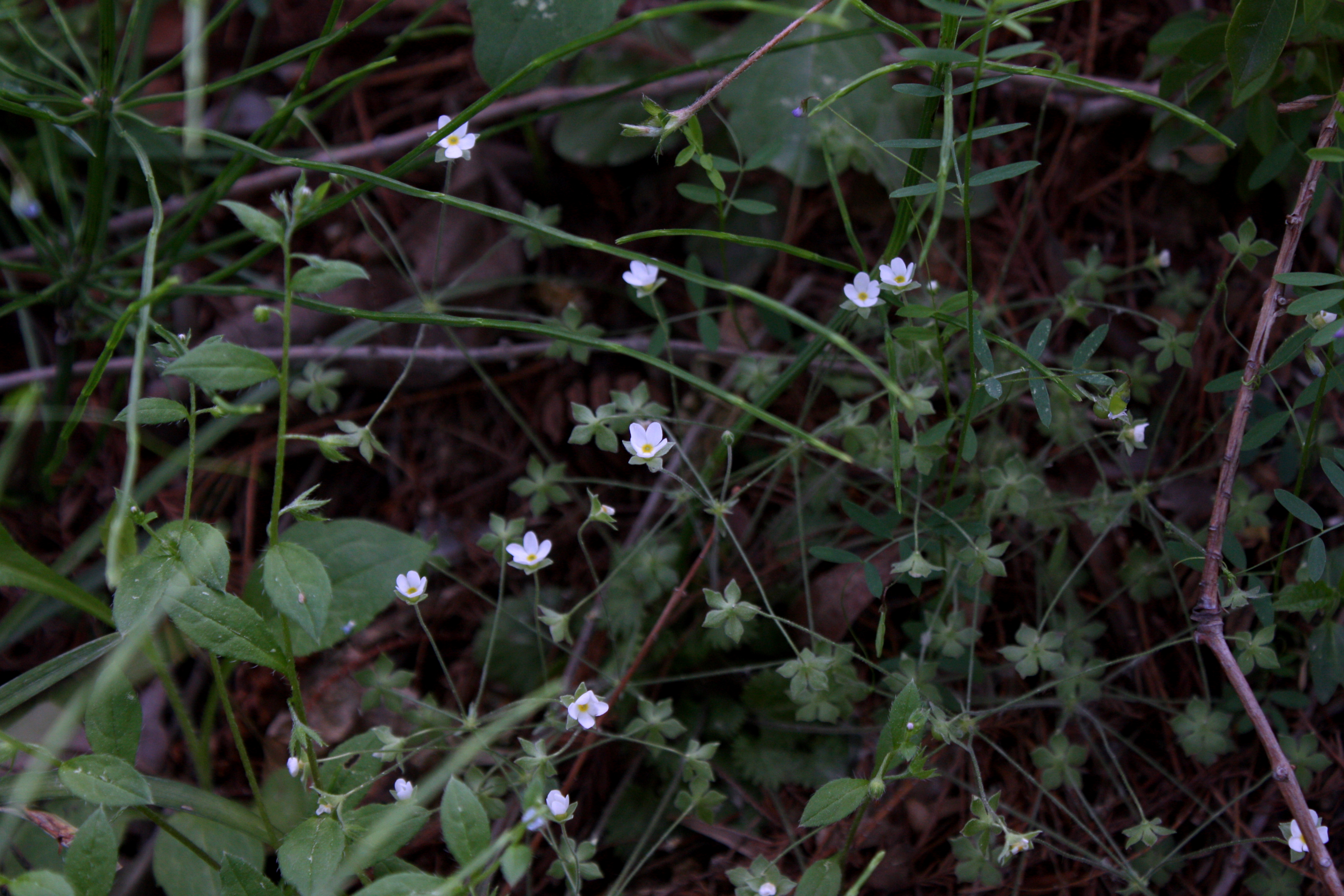
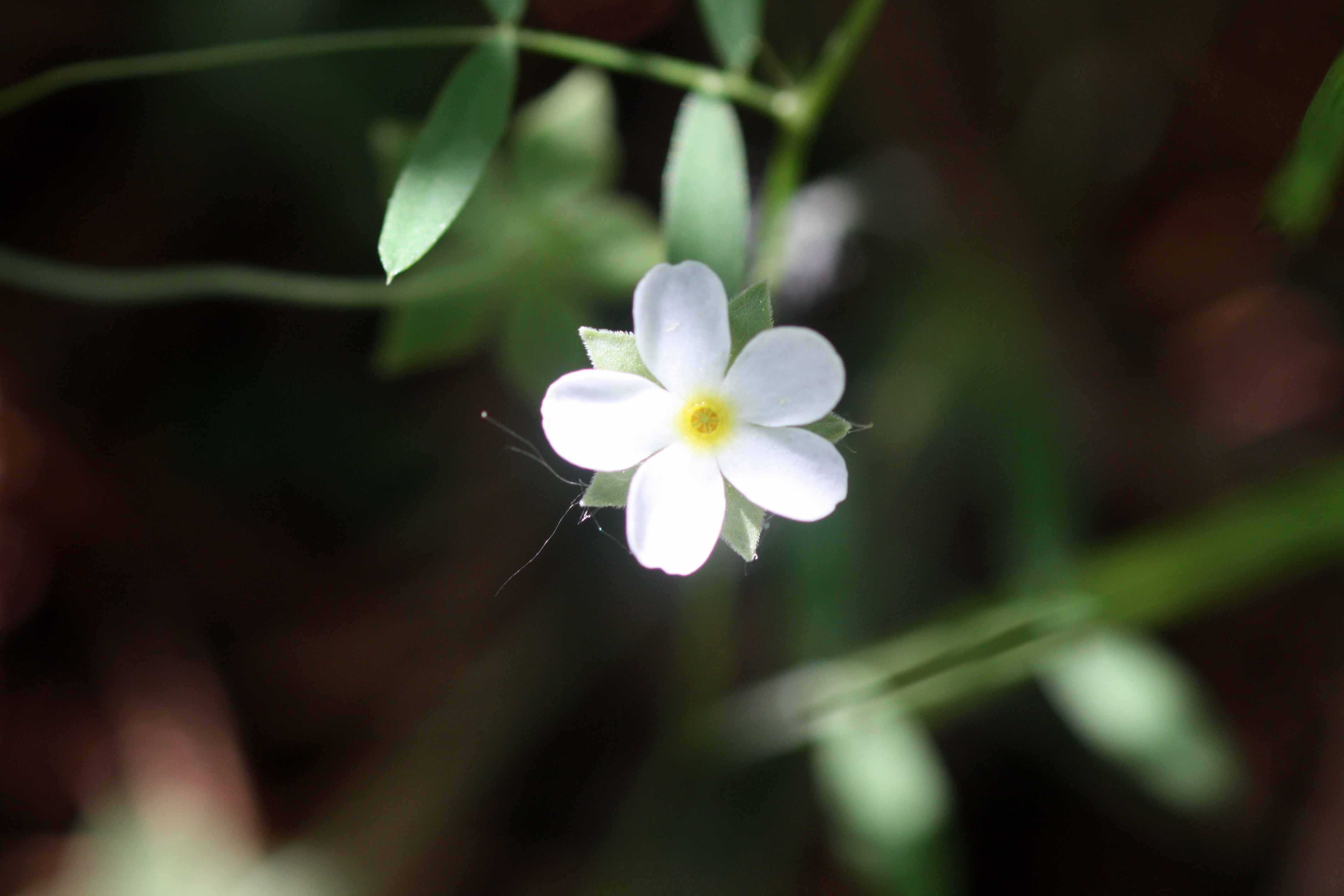
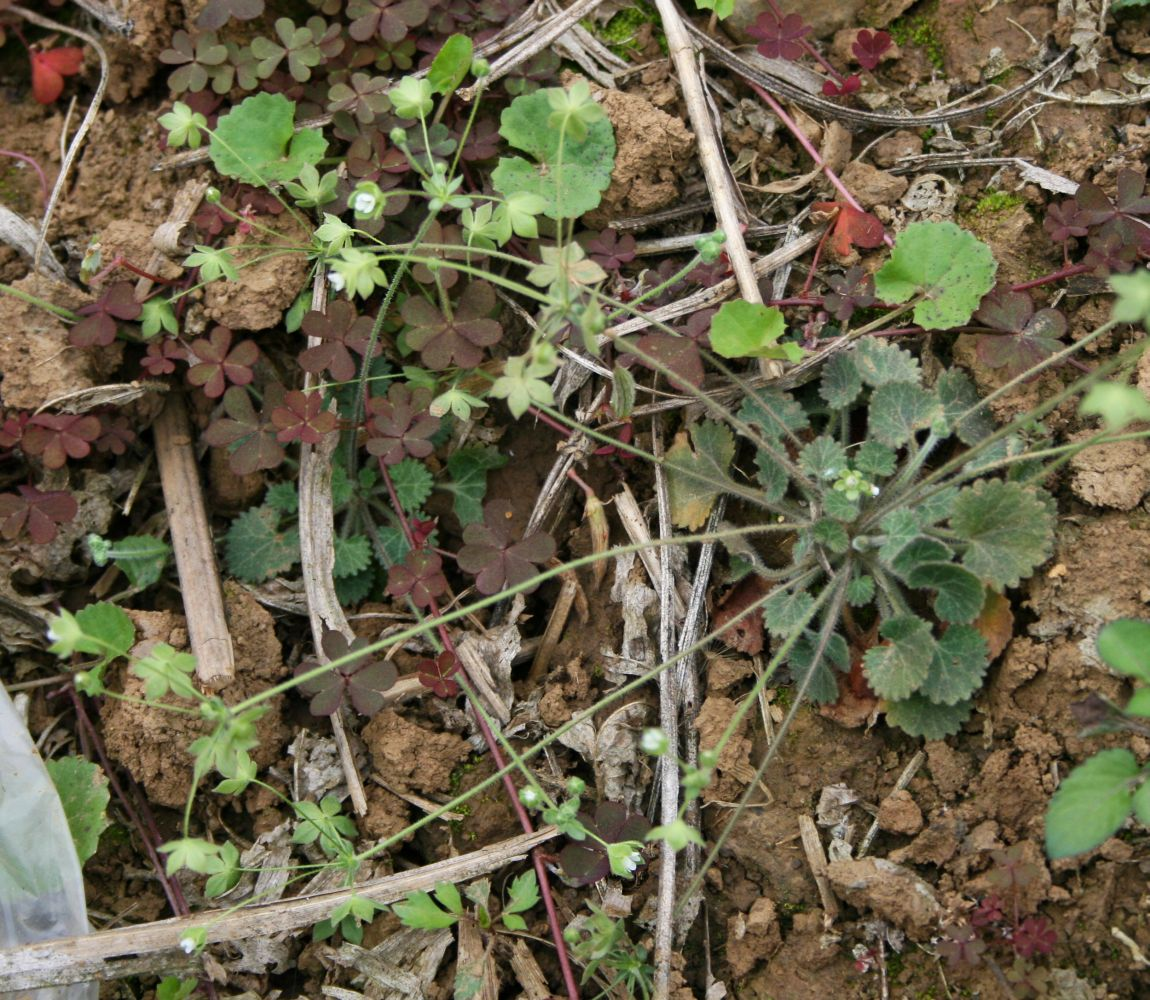